# Jakub Končelík
Jakub Končelík (* 1975 Praha) je český historik a vysokoškolský pedagog, v letech 2010 až 2018 děkan Fakulty sociálních věd Univerzity Karlovy v Praze (FSV UK), od března 2023 člen Rady České tiskové kanceláře.

## Život
V letech 1993 až 1997 vystudoval bakalářský obor žurnalistika na Fakultě sociálních věd Univerzity Karlovy v Praze (získal titul Bc.) a následně pak v letech 1997 až 2000 navazující magisterský obor masová komunikace – mezinárodní studia na téže fakultě (získal titul Mgr.). K tomu ještě v letech 1994 až 2000 studoval obor geografie na bakalářském i magisterském stupni na Přírodovědecké fakultě Univerzity Karlovy v Praze, tato studia však nedokončil.
V roce 2000 složil úspěšně rigorózní zkoušku v oboru masová komunikace – mezinárodní studia na FSV UK v Praze a získal titul PhDr. V letech 2000 až 2008 pak vystudoval doktorský obor mediální studia na téže fakultě (získal titul Ph.D.).
Od roku 2001 působí jako odborný asistent na Katedře mediálních studií Fakulty sociálních věd Univerzity Karlovy v Praze. Zabývá se výzkumem role médií v totalitní společnosti se specializací na dějiny českého tisku druhé poloviny 20. století, zejména pak otázky řízení a kontroly tisku v období Protektorátu Čechy a Morava (1939–1945) a v období československé krize přelomu 60. a 70. let (1966–1971). Po metodické stránce se specializuje na kvantitativní analýzu mediálních obsahů.
Zároveň byl v letech 2001 až 2010 vědeckým pracovníkem Centra pro mediální studia (CEMES) při FSV UK a od září 2018 je na téže fakultě ředitelem Institutu komunikačních studií a žurnalistiky (IKSŽ). Navíc byl od února 2010 do ledna 2018 (po dvě funkční období) děkanem Fakulty sociálních věd Univerzity Karlovy v Praze.
V roce 2016 se ucházel o funkci generálního ředitele Českého rozhlasu, ale neuspěl.
Dne 24. února 2023 byl v tajné volbě zvolen Poslaneckou sněmovnou PČR členem Rady České tiskové kanceláře, a to s účinností od 8. března 2023. Nominovali jej Piráti a hnutí STAN, získal 105 hlasů (ke zvolení bylo třeba 61 hlasů).